# Macroocula

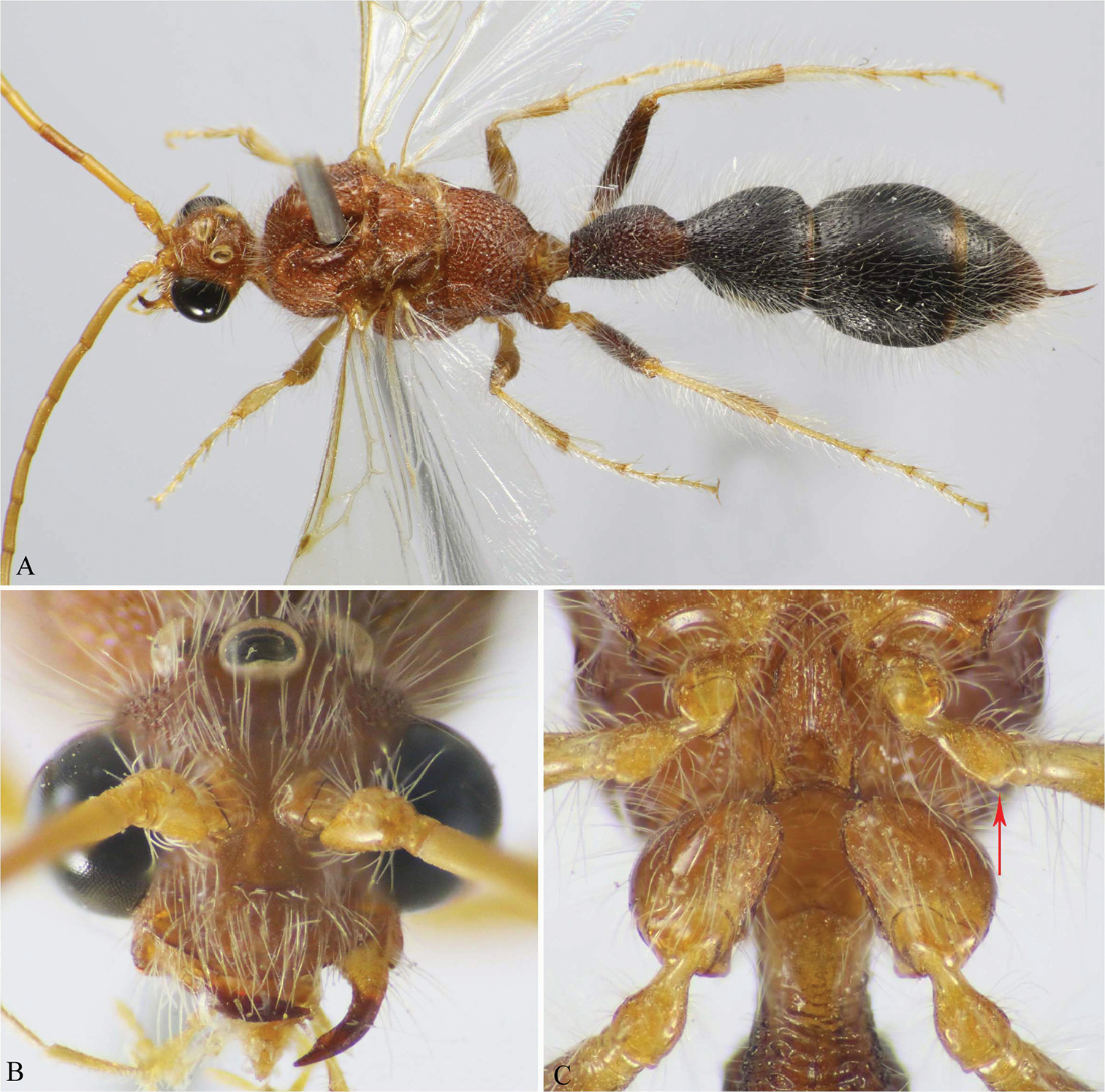
Macroocula atuberculata

Macroocula  (лат.) — род мелких ос из семейства Bradynobaenidae (Apterogyninae). Около 50 видов. Африка (большинство видов), Ближний Восток, Индия (в т. ч. 11 видов на Аравийском полуострове).

## Описание
Внешне похожи на ос-немок (Mutillidae). Длина около 1 см (самцы до 1,6 см). Глаза крупные, полусферические; их диаметр в 4 раза больше расстояния между ними и основанием усиков у самцов или равно ему у самок. Основная окраска от жёлтой (Macroocula andreai, M. ohli) и почти белой (M. silvioi) до рыжевато-коричневой; брюшко, (особенно сегменты Т2 и Т3) до чёрного у большинства видов. Вертлуги средней пары ног с выступом (на переднем и заднем выступов нет). Имеют резкий половой диморфизм: самки бескрылые с короткими 12-члениковыми усиками, самцы крылатые с длинными 13-члениковыми усиками. Биология неизвестна, кроме того, что они ведут сумеречный или ночной образ жизни.
Род был впервые выделен в 1954 году советским энтомологом Д. В. Панфиловым на основании типового вида Apterogyna morawitzi Radoszkowski, 1888. Один из крупнейших родов подсемейства Apterogyninae, включающий 27 % его видового состава.
- Macroocula andreai  Pagliano, 2002[6]
- Macroocula asirensis Gadallah & Soliman, 2018[1]
- Macroocula atuberculata  Soliman & Gadallah, 2016[4]
- Macroocula airica (Invrea, 1953)
- Macroocula brothersi Gadallah & Soliman, 2015[3]
- Macroocula guillarmodi (Invrea, 1957)
- Macroocula khorimensis  Soliman & Gadallah, 2016[4]
- Macroocula magna  (Invrea, 1965)[7]
- Macroocula mahunkai  (Argaman, 1994)[5]
  - =Doryleika mahunkai Argaman, 1994
- Macroocula meridiooccidentalis (Bischoff, 1920)
- Macroocula migiurtinica (Invrea, 1956)
- Macroocula morawitzi (Radoszkowski, 1888) typus
  - =Apterogyna morawitzi Radoszkowski[8]
- Macroocula nigriventris (Invrea, 1960)[9]
- Macroocula nitida  (Bischoff, 1920)[10]
- Macroocula ohli  Pagliano, 2002[6]
- Macroocula riyadha  Gadallah & Pagliano, 2014[11]
- Macroocula salehi Gadallah & Soliman, 2015[3]
- Macroocula savignyi (Klug, 1829)
- Macroocula silvioi Pagliano
- Macroocula sinaica (Invrea, 1963)[12]
- Macroocula soknaensis (Invrea, 1967)
- Macroocula villiersi (Invrea, 1953)
- Macroocula yemenita (Invrea, 1950)
- Macroocula zulfiensis  Soliman & Gadallah, 2016[4]
- Другие виды